# Versailles (Indiana)
Pour les articles homonymes, voir Versailles (homonymie).
La ville de Versailles est le siège du comté de Ripley, dans l'État d'Indiana, aux États-Unis. Selon le recensement de 2010, sa population s'élève à 2 113 habitants.

## Source
- (en) Cet article est partiellement ou en totalité issu de l’article de Wikipédia en anglais intitulé « Versailles, Indiana » (voir la liste des auteurs).